# Grandes études de Paganini (Liszt)
 (février 2024).
Si vous disposez d'ouvrages ou d'articles de référence ou si vous connaissez des sites web de qualité traitant du thème abordé ici, merci de compléter l'article en donnant les références utiles à sa vérifiabilité et en les liant à la section « Notes et références ».
Les Six études d'après Paganini sont une série d'études pour piano composées par Franz Liszt en 1838 et révisées en 1851. Les versions originales de 1838 sont beaucoup moins jouées aujourd'hui que la version de 1851.
Ces études constituent le second bloc d'études composées par Liszt. Elles répondent à des préoccupations différentes de celles des Études d'exécution transcendante : il s'agit ici de transposer pour le piano les difficultés dont Paganini a émaillé ses œuvres pour violon, et plus particulièrement ses 24 Caprices. Hormis la troisième, chaque étude reprend l'un des Caprices pour le transformer en un exercice virtuose. Elles sont considérées comme faisant partie des œuvres les plus difficiles du répertoire pianistique.
La troisième étude, La Campanella, est fondée sur le Deuxième Concerto de Paganini. Cette œuvre est parmi les plus célèbres du compositeur hongrois, et son motif a inspiré nombre d'autres compositeurs, dont Brahms.

## Structure
Version révisée de 1851, S.141 – dédié à Clara Schumann :
- Étude no 1 « Tremolo » en sol mineur (Preludio, Andante, Etude, Non troppo lento) – d'après le 5e caprice et 6e caprice ;
- Étude no 2 en mi bémol majeur (Andante capriccioso) – d'après le 17e caprice ;
- Étude no 3 « La Campanella » en sol dièse mineur (Allegretto) – d'après le dernier mouvement du Concerto pour violon nº 2 de Paganini ;
- Étude no 4 « Arpeggio » en mi majeur (Vivo) – d'après le 1er caprice ;
- Étude no 5 « La Chasse » en mi majeur (Allegretto) – d'après le 9e caprice ;
- Étude no 6 en la mineur (Thème et variations) (Quasi presto, a capriccio) – d'après le 24e caprice.